# North Barnard Islands
North Barnard Islands är öar i Australien. De ligger i delstaten Queensland, omkring 1 300 kilometer nordväst om delstatshuvudstaden Brisbane.